# Eugène Deully
Eugène Auguste Francois Deully fue un pintor francés del Romanticismo, nacido en Lille, el 16 de noviembre de 1860 y fallecido en París el 6 de diciembre de 1933.
Es un autor poco conocido que estudió pintura con Jean Léon Gérôme y se presentó en varias ocasiones a concurso en el Salón de París, obteniendo reconocimiento en diversas ocasiones.

## Obra
- Ève, 1887.
- An allegory of the arts, 1899.
- A rest on the way.
- Chemin de campagne.

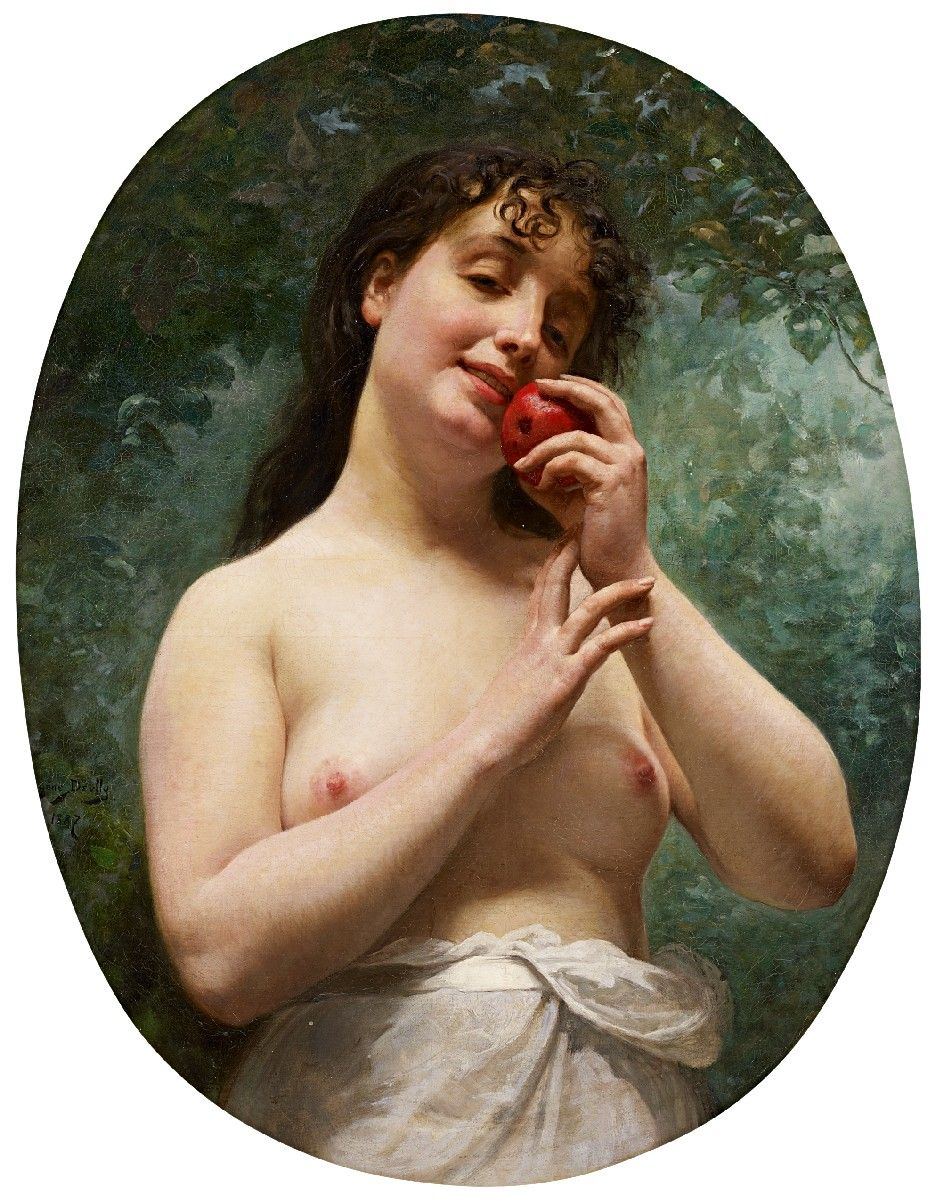
Ève, 1887.

- Dante et Virgile aux enfers; La luxure.
- Femme aux oranges.[3]
- La conversation coquine.
- La marche aux fleurs.
- Les petits gourmands aux cerises.
- Les pommiers en fleurs.
- Maisons au bord d'une rivière.
- Place animée sans la nuit.
- Ragazza con mazzo di rose.
- Rêve aux étoiles.
- Vieux pommier au bord de l'eau.